# Meiji Maru
El Meiji Maru (明治丸) es un barco de vela japonés que funciona como un barco museo en la ciudad de Tokio. Está expuesto en el campus de Etchujima de la Universidad de Tokio de Ciencia y Tecnología Marinas, ubicado en el distrito de Kōtō.

## Construcción
El barco fue construido para el gobierno japonés, en Govan (hoy en día parte de Glasgow, ciudad y consejo de Escocia, en el Reino Unido) en 1873 por "Robert Napier and Sons", una firma de constructores e ingenieros marinos. La nave fue construida como un barco de dos mástiles para poder así servir como barcaza de ayuda a los faros.

## Barco de faro
El Meiji Maru fue utilizado durante un primer periodo de tiempo para el servicio de faros del gobierno japonés.

## Viajes imperiales
El emperador Meiji, 122° emperador de Japón, navegó con la nave en 1876, desde Aomori hasta Hakodate, y desde Hakodate hasta Yokohama. El barco contiene una cabina decorada para el uso especial del emperador. En Japón, el tercer lunes de julio es el Día Marino, que originalmente conmemoraba la llegada del emperador a Yokohama al final de su recorrido en la nave.

## Escuela Náutica de Tokio
En 1897, el barco fue transferido a la Escuela Náutica de Tokio para ser utilizado, con fines educacionales, como un barco de entrenamiento anclado. La Escuela Náutica más tarde se volvió parte de la Universidad de Tokio de Ciencia y Tecnología Marinas.

## Reparación
En 1898, la nave fue reequipada con un nuevo mástil (y por ende volviéndose un barco con aparejo completo) por la “Shomei Shipbuilding Company” en Shinagawa.

## Barco-museo
En 1964 se movió a la Escuela Náutica de Tokio para ser preservada como monumento. Es conservado como patrimonio cultural de Japón. 
En 1988, se completó una restauración del mismo de 8 años.
Se puede aún subir a bordo para ver de cerca la construcción naval.